# Marcel Peyrouton
Pour les articles homonymes, voir Peyrouton.
Marcel Peyrouton, de son nom complet Bernard Marcel Peyrouton, né le 2 juillet 1887 à Paris (17e arrondissement) et mort le 6 novembre 1983 à Saint-Cloud (Hauts-de-Seine), est un homme politique français.
Administrateur colonial de sensibilité « colonial paternaliste », il occupe des postes importants, notamment en Afrique du Nord où il est résident général de Tunisie au moment de la défaite. 
Il rejoint le gouvernement de Vichy dès juillet 1940 mais, écarté en raison de son opposition à Pierre Laval, il est en exil en Argentine quand il est recommandé au général Henri Giraud après le débarquement allié en Afrique du Nord, et devient gouverneur général de l'Algérie de janvier à juin 1943. Son passage au gouvernement de Vichy le rattrape alors, il perd son poste, puis il est arrêté en décembre 1943 et sa carrière publique s'achève. Il termine sa vie professionnelle dans la presse au Maroc.

## Biographie

### Jeunesse et début de carrière
Marcel Peyrouton est le fils d'Abel Peyrouton (avocat et homme de lettres) et d'Octavie Marie Léontine Milne. Le premier témoin ayant signé son acte de naissance est Alfred Louis de la Sauvignière, homme de lettres, auteur de romans de fiction (1844-1912).
Il fait ses études secondaires à la Martinique où son père est trésorier général. Après son baccalauréat obtenu en métropole, il s'engage dans l'armée pour une durée de trois ans. Ses études universitaires, reprises ensuite, lui permettent d'obtenir un doctorat en droit,. Il est reçu en 1910 au concours du ministère des Colonies. Il reçoit une affectation à Tahiti, en tant que chef de cabinet du gouverneur. Lors de la Première Guerre mondiale, où il est rappelé, il est blessé au combat. Rétabli, il est affecté dans l'aviation et sert aux Dardanelles.
Il épouse Paulette Malvy (Anne Eugénie Paule Malvy), fille de Louis Malvy,,, à Paris (16e) le 15 mai 1929,.
Il est initié au Grand Orient de France, mais il quitte l'ordre en 1934.

### Entre-deux-guerres
Pendant l'entre-deux-guerres il retrouve son activité de haut fonctionnaire et remplit diverses missions avant d'être nommé à Madagascar, puis au Cameroun, au Togo et en Afrique du Nord. En 1928, il est chef-adjoint de cabinet du ministre des Colonies, André Maginot,.

#### Afrique du Nord
Administrateur colonial, il occupe plusieurs postes de haut fonctionnaire en Afrique du Nord.
Il est secrétaire général de l'Algérie, de 1931 à 1933, dans le cabinet du gouverneur général Carde.
Puis il est nommé résident général de France en Tunisie, du 29 juillet 1933 au 21 mars 1936,,. Son passage par la Tunisie est marqué par l'augmentation sensible de la répression à l'égard des militants nationalistes du Néo-Destour. Les mesures répressives de Peyrouton s'intensifient avec l'envoi en exil forcé dans les territoires militaires du Sud, le 3 septembre 1934, des leaders du mouvement national,, dont Habib Bourguiba. Malgré d'importantes mesures prises en 1935 pour remédier aux effets les plus graves de la crise économique des années 1930, Peyrouton est remplacé en mars 1936 ; cette décision du gouvernement Sarraut est accueillie favorablement par l'opinion tunisienne.
Il devient alors résident général de France au Maroc, du 21 mars au 25 septembre 1936,,,.

#### Diplomate
Le 25 septembre 1936, Léon Blum le remplace par le général Noguès, mais le nomme ambassadeur de France en Argentine.

### Seconde Guerre mondiale
Au début de la Seconde Guerre mondiale, il est nommé ambassadeur en Roumanie, le 25 mai 1940. Marcel Peyrouton est de nouveau nommé résident général de Tunisie, par Paul Reynaud, le 3 juin 1940. Il reste à ce poste jusqu'au 18 juillet 1940.

#### Dans le gouvernement de Vichy
Il est appelé par Vichy le 18 juillet 1940 au secrétariat général du ministère de l'Intérieur dans le gouvernement Laval. Il assume le portefeuille de ministre de l'Intérieur, le 6 septembre, de la même année en remplacement d'Adrien Marquet. C'est à ce titre qu'il procède à l’épuration du corps préfectoral, signe, aux côtés de Pétain, Laval, Alibert, Baudouin, Huntziger, Bouthillier, Darlan, Belin, et Caziot, et fait appliquer le texte discriminatoire du 3 octobre 1940 envers les Juifs. À la suite de cette loi, le 7 octobre, Peyrouton abolit le décret Crémieux, datant de 1870, relatif à la naturalisation des Juifs d'Algérie,. Après-guerre Peyrouton tente de justifier la législation de Vichy contre les Juifs, d'octobre 1940, par les menaces du Reich, ce qui est infirmé par les recherches effectuées dans les archives allemandes par l'historien Robert Paxton : « Je n'ai pu découvrir aucun document allemand ordonnant directement à Vichy de promulguer des lois antimaçonniques, antijuives ou autres, en 1940, au moment où le gouvernement a élaboré l'essentiel de ses textes législatifs. »
Il est l'auteur de la circulaire, dite « circulaire Peyrouton », du 16 novembre 1940 qui, avec la loi du 3 septembre 1940, autorise l'internement administratif par simple décision préfectorale et « offre [aux préfets] la possibilité d'interner tous azimuts », alors que le décret-loi d'Édouard Daladier du 26 septembre 1939 interdisant le Parti communiste, prorogé par Vichy, laissait cette prérogative au seul ministre de l'Intérieur.
Il fait partie de ceux qui font pression sur Pétain pour renvoyer Laval du gouvernement, le 13 décembre 1940 ; il fait occuper son appartement à l'hôtel du Parc par les forces spéciales de sécurité, les « Groupes de protection » (GP), qui sont constitués d'éléments venant du CSAR recrutés par lui en zone libre et en Algérie, comme Henri Martin et le colonel Groussard. Il le fait arrêter et placer en résidence surveillée, dans sa propriété de Châteldon, par l'inspecteur général de la Sûreté nationale, Antoine Mondanel, en donnant des ordres pour qu'il ne soit pas attenté à sa vie. Après quoi, le 16 décembre 1940, en représailles en faveur de Laval, l'ambassadeur Abetz demande, parmi d'autres exigences, le départ du gouvernement de Peyrouton et des autres ministres « conspirateurs », sans succès. En réaction à l'éviction de Laval et encouragé par Abetz, le journal collaborationniste de Marcel Déat, L'Œuvre du 17 décembre fait paraître un article qui « dénonce la clique de Vichy, les Ménétrel, les du Moulin, les Alibert, les Peyrouton, « ces gangsters et ces maquereaux en rupture de ban ».
Toujours selon Paxton, contrairement à ce qui a été prétendu après-guerre, par, entre autres, Bouthillier et Peyrouton, l'éviction de Laval en décembre 1940 n'avait pas pour but de « renverser la vapeur après Montoire » mais les raisons seraient plutôt à chercher dans la rivalité entre Pétain et Laval (affaire de l'installation du gouvernement français à Versailles que Pétain souhaitait, en opposition à Laval et aux Allemands, rôle devenant prépondérant de Laval, soutenu par Abetz, dans la « politique nouvelle » de collaboration ainsi qu'un certain nombre de conflits de personnes vis-à-vis des ambitions de Laval qui souhaitait s'emparer du ministère de l'Intérieur). Par la suite, lors de l'entrevue avec Pétain, le 18 janvier 1941 à La Ferté-Hauterive,, Laval pour se justifier vis-à-vis de Pétain qui lui faisait, parmi d'autres, en explication des motifs de son éviction du Gouvernement, le reproche de ne pas être populaire, Laval lui répond « que Peyrouton systématiquement remettait au Maréchal des rapports de police disant qu'il était impopulaire ».
Peyrouton est maintenu à son poste de ministre de l'Intérieur dans le gouvernement Flandin. Le 13 septembre 1940, faisant suite aux décisions du 30 août de son prédécesseur Marquet, Peyrouton avait fait placer en résidence surveillée à Arles, en zone libre, sans demandes des autorités d'occupation, deux réfugiés allemands en France et opposants à Hitler, les sociaux-démocrates Rudolf Breitscheid (ancien député au Reichstag) et l'ancien ministre des Finances de la République de Weimar, Rudolf Hilferding, les empêchant ainsi de partir aux États-Unis. Après leur avoir, sur intervention de Flandin, fait remettre des visas par le préfet de Marseille, et se soumettant, le 29 janvier 1941, aux injonctions du policer nazi Hugo Geissler, il fait procéder à leur arrestation par la police française, sans consulter Flandin, le 9 février. Ces deux personnalités sont livrées le lendemain à la Gestapo. Hilferding meurt à la prison de la Santé le jour même, Breitscheid meurt en 1944, à Buchenwald.
Le 23 décembre 1940, sur ordre de Peyrouton qui cède à Geissler, l'industriel allemand, ancien soutien financier d'Hitler, Fritz Thyssen et sa femme, réfugiés en France après la Nuit de Cristal, sont arrêtés à Nice, par la police française accompagnée d'un commissaire allemand, et livrés à la SD, le 26 décembre à Moulins. Thyssen est déporté au camp de concentration de Sachsenhausen.
Parmi les éléments de sa politique, il impose aux communes, par circulaire du 22 octobre 1940, la débaptisation de rues dont le nom ne concorde pas avec les valeurs du nouveau régime, notamment les rues évoquant l'Angleterre (anglophobie), les Juifs (antisémitisme), le communisme, etc., en s'appuyant sur des dispositions remontant aux derniers mois de la Troisième République.
Parce que Peyrouton était impliqué dans l'éviction de Laval, les Allemands obtiennent son départ du gouvernement de l'amiral Darlan, en février 1941, selon le vœu d'Otto Abetz, déjà exprimé en décembre 1940. Peyrouton ne reste donc ministre de l'intérieur de Darlan que du 10 au 16 février 1941 (Darlan lui succède à ce poste en plus de ses autres responsabilités ministérielles).

#### Retour en Argentine
Peyrouton redevient alors ambassadeur de France en Argentine,, jusqu'en avril 1942, où le retour de Laval au pouvoir le contraint à démissionner.
Lors des décisions de Vichy décrétant l'exclusion de la fonction publique des anciens dignitaires francs-maçons et la publication de leurs noms (loi du 11 août 1941), Peyrouton bénéficie d'une mesure spéciale qui lui permet de ne pas être inquiété. La présence de son nom sur les listes qui paraissent à partir d'octobre 1941 (Documents maçonniques, publiés par Robert Vallery-Radot) confirme ce fait. Il en est de même du Journal officiel du 4 février 1942, où son nom figure sur la liste des francs-maçons en même temps qu'un décret dérogatoire le concernant. Peyrouton indique lui-même plus tard avoir obtenu de son ancien vénérable une lettre confirmant son départ de la franc-maçonnerie depuis de nombreuses années.

#### Rallié au général Giraud
Sur recommandation de l'amiral Darlan, et proposition de Robert Murphy, représentant politique du président Roosevelt en Algérie, il est rappelé d'Argentine, où il avait été ambassadeur du gouvernement de Vichy, par le gouvernement des États-Unis pour être ensuite nommé gouverneur général de l'Algérie par le général Giraud, commandant en chef civil et militaire en Afrique du Nord. Il reste à ce poste du 20 janvier au 3 juin 1943.
Si les lois de discrimination raciales de Vichy sont abrogées, en accord avec Giraud, il refuse de rétablir le décret Crémieux (qui est en fait lui aussi abrogé, par une ordonnance du 18 mars 1943) au motif que ce rétablissement aurait des conséquences négatives sur la population musulmane,. En effet, Giraud et Peyrouton considèrent que le décret Crémieux, en accordant la nationalité française aux Juifs d'Algérie en 1870, « établissait une différence entre les indigènes musulmans et israélites »,. Peyrouton a donc aboli par deux fois le décret Crémieux au cours de la guerre (voir : « Évolution du statut des Juifs en Algérie »). Néanmoins, il préside progressivement au démantèlement des autres réformes vichystes, qu'il avait contribué à mettre en œuvre en tant que ministre de l'Intérieur.
À la fin des hostilités en Tunisie, il participe à la déposition du souverain Moncef Bey, qui est réalisée sous prétexte de sa collaboration avec l'Axe, mais aussi à cause de ses positions complaisantes pour les nationalistes,.
La liberté de la presse, rétablie en AFN, permet aux journaux issus de la Résistance, en particulier Combat, de dénoncer ouvertement ceux qui ont collaboré avec l'ennemi. C'est alors que le Comité français de libération nationale décide de procéder à l'épuration des collaborateurs, et obtient, entre autres, le départ de Peyrouton le 3 juin 1943. Il est arrêté le 22 décembre 1943.

### Après la Libération
Inculpé d'« actes susceptibles de nuire à la défense nationale », pour lesquels la peine maximum prévue par le code pénal est de cinq ans de prison, Marcel Peyrouton est libéré en juin 1948 après une longue période de détention préventive,. Il est acquitté par la Haute Cour le 22 décembre 1948,,,.
Il retourne alors au Maroc où il a des activités de journalisme et d'écriture. Il est PDG (1950-1951) de la Société marocaine de presse quotidienne et périodique, qui publie le journal Maroc Presse, dont il est le directeur politique, et Atlantic Courier, destiné à partir de septembre 1951 aux soldats américains stationnés au Maroc, dont il est le directeur général,,. Il démissionne de ses fonctions directoriales en septembre 1952,. Il rédige ensuite ses mémoires : Du service public à la prison commune : souvenirs, Tunis, Rabat, Buenos Aires, Vichy, Alger, Fresnes (1950), puis un ouvrage sur le Maghreb : Histoire générale du Maghreb : Maroc, Algérie, Tunisie, des origines à nos jours (1966). Il devient l'un des vice-présidents du Centre d'études politiques et civiques à la fin des années 1960.

## Décorations
- Officier de la Légion d'honneur en 1929[5]
  -  Chevalier de la Légion d'honneur en 1920[5]
- Croix de guerre 1914–1918[5]
- Titulaire de la Francisque[66]

## Publications
- Itinéraire de Casablanca à Tunis (1922), Paris, Les Écrivains français, 1936, 125 p.
- Le Char des dieux (préf. Hubert Lyautey), Paris, Éditions de France, 1930, 229 p.
- Paroles françaises d'Argentine (préf. Philippe Pétain), Lyon, Librairie H. Lardanchet, 1941, 101 p.
- Du service public à la prison commune, souvenirs : Tunis, Rabat, Buenos Aires, Vichy, Alger, Fresnes, Paris, Plon, 1950, 313 p.
- Histoire générale du Maghreb : Maroc, Algérie, Tunisie, des origines à nos jours, Paris, Éditions Albin Michel, 1966, 284 p.